# Уэллс, Гораций Хорас
Хо́рас (Гораций) Уэллс (англ. Horace Wells; 21 января 1815, Хартфорд, Вермонт, США — 24 января 1848, Нью-Йорк, США) — американский врач-стоматолог.

## Биография
Родился 21 января 1819 года. В 1844 году, будучи уже дипломированным специалистом и стоматологом, он слушал лекцию химика Колтона и внимательно следил за действием закиси азота. Уэллс обратил внимание, что один из слушателей лекции «развеселился» от вдыхания закиси азота, а после повредив себе ногу, не почувствовал при этом болезненных ощущений. 11 декабря 1844 года в экспериментальных целях Уэллсу под действием закиси азота удалил зуб стоматолог Джон Риггс. Уэллс не почувствовал никакой боли, заявив только о лёгком покалывании. В последствии, Уэллс провел 15 операций по удалению зубов у пациентов без боли с помощью закиси азота. Переехав в Бостон Уэллс продолжил оперировать с использованием закиси азота, однако одна из операции прошла неудачно, что привело к печальным последствиям для карьеры стоматолога.

### Последние годы жизни
Провалы эксперимента собственной анестезии не прекращались, спустя несколько лет он попытался внедрить в медицинскую практику новый наркоз, но опоздал, так как были уже внедрены в медицинскую практику эфир и хлороформ. На фоне неудачи введения в медицинскую практику своего наркоза, у него началось тяжёлое нервное расстройство, которое привело к трагедии.
Уэллс покончил жизнь самоубийством 24 января 1848 года в Нью-Йорке путём перерезания бедренной артерии. Похоронен там же.

## Научные работы
За свою жизнь написал всего несколько научных работ, посвящённых анестезии в стоматологии.